# Natisone
Il Natisone (Nadison in friulano, Nediža in dialetto sloveno locale, Nadiža in sloveno) è un importante fiume del Friuli, principale tributario del fiume Torre e sub-affluente dell'Isonzo, che dà il nome al territorio delle Valli del Natisone, formato dal bacino del fiume, dal confine con la Slovenia fino alla frazione di Ponte San Quirino, e dalle valli dei suoi tre principali affluenti (Alberone, Cosizza ed Erbezzo).

## Storia

### Origine del nome
Il toponimo veniva menzionato già in epoca classica ("Natisa" in Naturalis Historia libro III, capitolo 126 di Plinio il Vecchio) e, successivamente, in epoca longobarda in Historia Langobardorum libro V, capitolo 23 di Paolo Diacono, nella parte in cui viene descritta la battaglia tra il duca longobardo Vettari e le milizie slave avvenuta nell'anno 670 ("non longe a Foroiuli....ad ponte Natisonis fluminis").
L'origine si suppone risalga al latino "natare" ossia nuotare o scorrere.

## Geografia

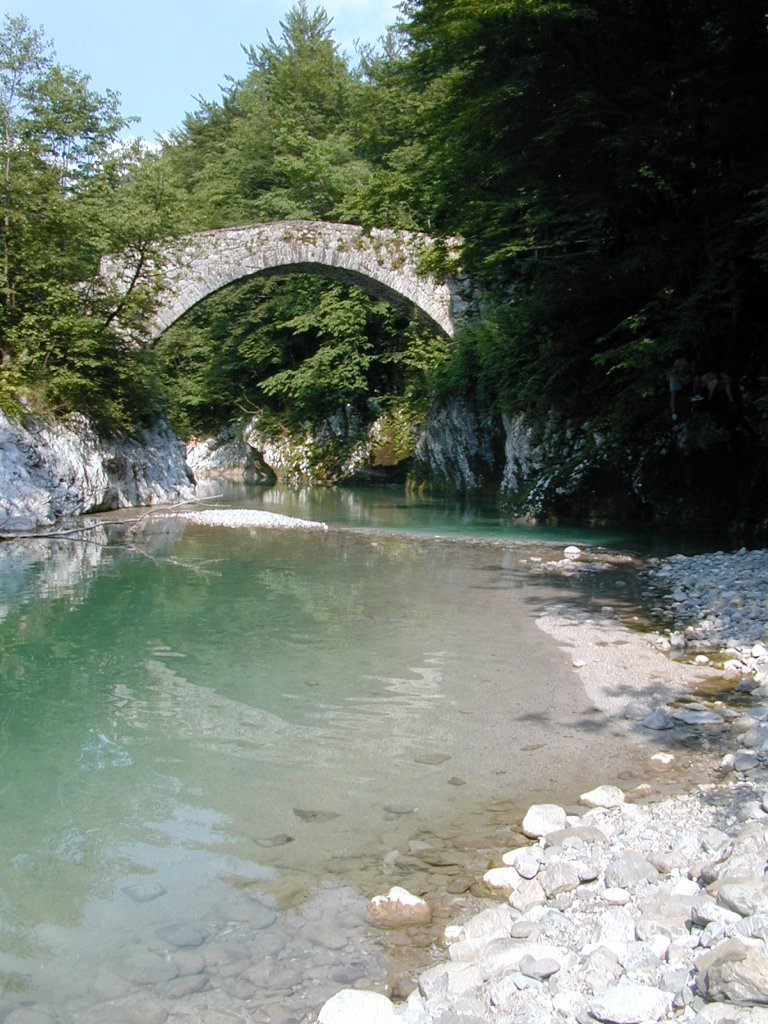
Ponte Napoleone

Nasce in Italia, a 415 metri di quota, nelle vicinanze di Prossenicco, frazione di Taipana, al confine tra il Friuli-Venezia Giulia e la Slovenia e deriva dalla confluenza del Rio Bianco e del Rio Nero che scendono dalle falde del Monte Maggiore e dal Gabrovig. Per un tratto segna il confine dell'Italia e, poco dopo aver ricevuto le acque dei torrenti Namlen e Jamnik, entra e continua il suo percorso in territorio sloveno lambendo gli insediamenti di Bergogna, Longo, Podibela, Boreana, Creda e Robis del comune di Caporetto.
Dopo avervi percorso circa 10 km rientra in Italia nei pressi di Stupizza e comincia a scorrere nella Val Natisone. Riceve quindi i contributi delle sorgenti Poiana, Arpit e Naklanz, di alcuni torrentelli quali il Jauarščak, il Tarčešnjak, e lo Zejac, ed a Ponte san Quirino, del torrente Azzida (che è formato dall'unione dell'Alberone, del Cosizza e dell'Erbezzo, torrenti che danno il nome alle altre tre valli del comprensorio).
In questa zona, il Natisone è caratterizzato dalla notevole erosione dell'alveo che dà luogo a vere e proprie forre nei pressi delle frazioni di Vernasso e Ponte San Quirino. Lungo il suo corso italiano, il Natisone attraversa i comuni di Pulfero, San Pietro al Natisone, Cividale del Friuli, Premariacco, Manzano, San Giovanni al Natisone e confluisce nel Torre nei pressi di Trivignano Udinese.
La portata minima del fiume è di 0,8 metri cubi al secondo, ma è soggetto, nei periodi piovosi, a piene improvvise e, a volte, notevoli che di rado producono danni proprio per la notevole altezza delle rive. La portata media può essere indicata in 4 metri cubi al secondo, mentre quelle primaverile/autunnale in 6-8 metri cubi al secondo. Nel giugno 2024 una piena improvvisa è stata stimata di circa 250 metri cubi al secondo causando la morte di tre ragazzi che si erano avventurati su un ghiaione apparentemente innocuo.
La sua lunghezza, dalla unione del Rio Bianco col Rio Nero fino alla confluenza con il fiume Torre, è di 55 km, mentre la lunghezza totale, comprendendo anche il Rio Bianco, è di 60 km. Le acque fanno parte del bacino imbrifero del fiume Isonzo.

## Ambiente

### Fauna ittica

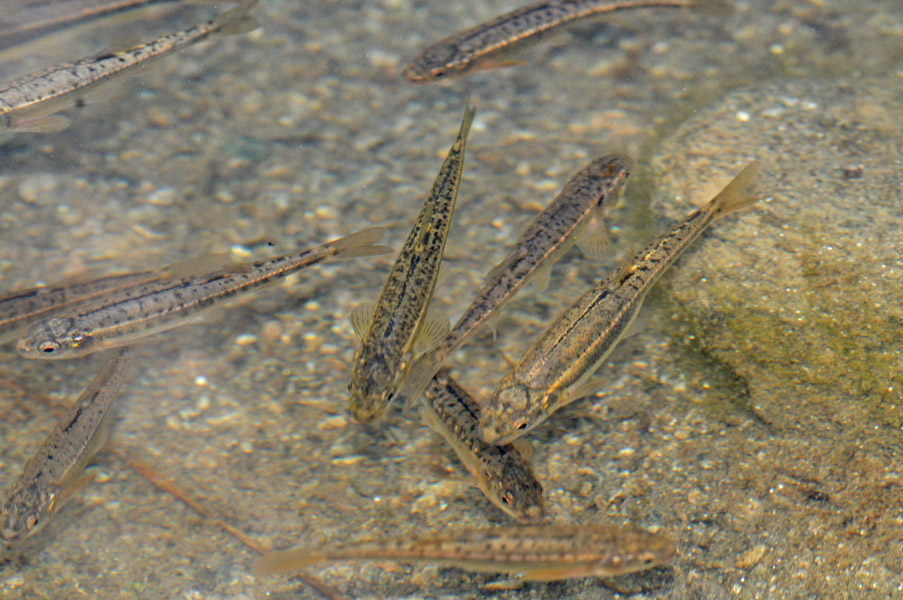
sanguinerola

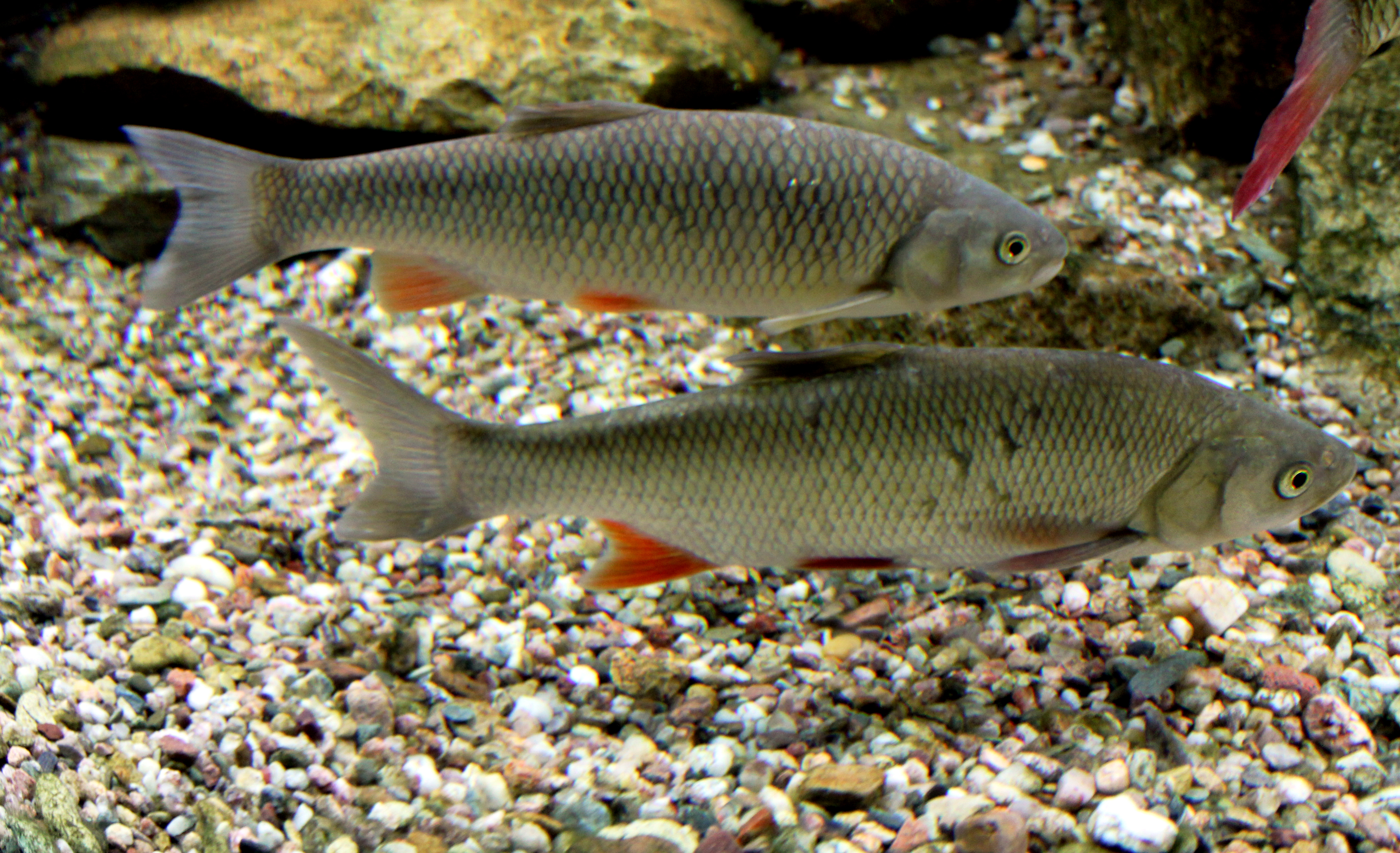
Cavedano

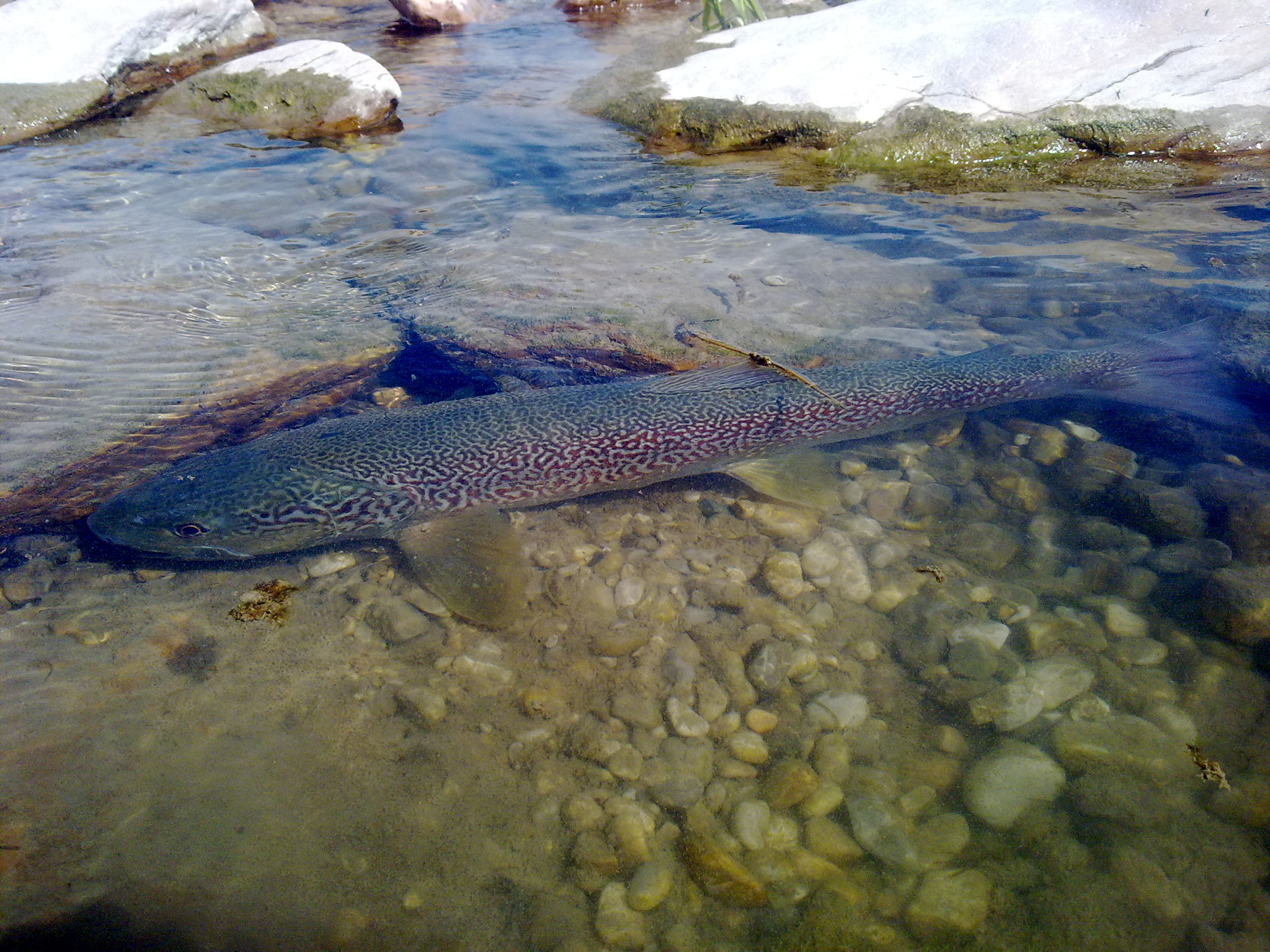
Trota marmorata

Le specie ittiche presenti nelle acque del percorso montano, tutte della classe actinopterygii, sono le seguenti:
| Nome comune                          | Nome scientifico                              | Famiglia   | % presenze a Pulfero |
| ------------------------------------ | --------------------------------------------- | ---------- | -------------------- |
| barbo                                | Barbus plebejus                               | cyprinidae | 11%                  |
| scazzone                             | Cottus gobio                                  | cottidae   | 21%                  |
| cavedano                             | Squalius squalus                              | cyprinidae | 4%                   |
| trota iridea                         | Oncorhynchus mykiss                           | salmonidae | 24%                  |
| sanguinerola                         | Phoxinus phoxinus                             | cyprinidae | 2%                   |
| trota marmorata                      | Salmo marmoratus                              | salmonidae | 4%                   |
| ibrido trota fario X trota marmorata | Salmo trutta trutta X Salmo trutta marmoratus | salmonidae | 19%                  |
| trota fario                          | Salmo trutta                                  | salmonidae | 11%                  |
| temolo                               | Thymallus thymallus                           | salmonidae | 4%                   |

Quelle invece rilevate nel tratto in pianura sono:
| Nome comune                          | Nome scientifico                              | Famiglia    | % presenze a Premariacco |
| ------------------------------------ | --------------------------------------------- | ----------- | ------------------------ |
| barbo                                | Barbus plebejus                               | cyprinidae  | 36%                      |
| cobite barbatello                    | Barbatula barbatula                           | balitoridae | 3%                       |
| cavedano                             | Squalius squalus                              | cyprinidae  | 9%                       |
| vairone                              | Telestes muticellus                           | cyprinidae  | 19%                      |
| sanguinerola                         | Phoxinus phoxinus                             | cyprinidae  | 7%                       |
| ghiozzo padano                       | Padogobius bonelli                            | gobiidae    | 1%                       |
| ibrido trota fario X trota marmorata | Salmo trutta trutta X Salmo trutta marmoratus | salmonidae  | 1%                       |
| trota fario                          | Salmo trutta                                  | salmonidae  | 4%                       |
| naso                                 | Chondrostoma nasus                            | cyprinidae  | 20%                      |

La pesca nel fiume è soggetta a particolari restrizioni e divieti stabiliti dalla Regione Friuli Venezia Giulia

## Galleria d'immagini

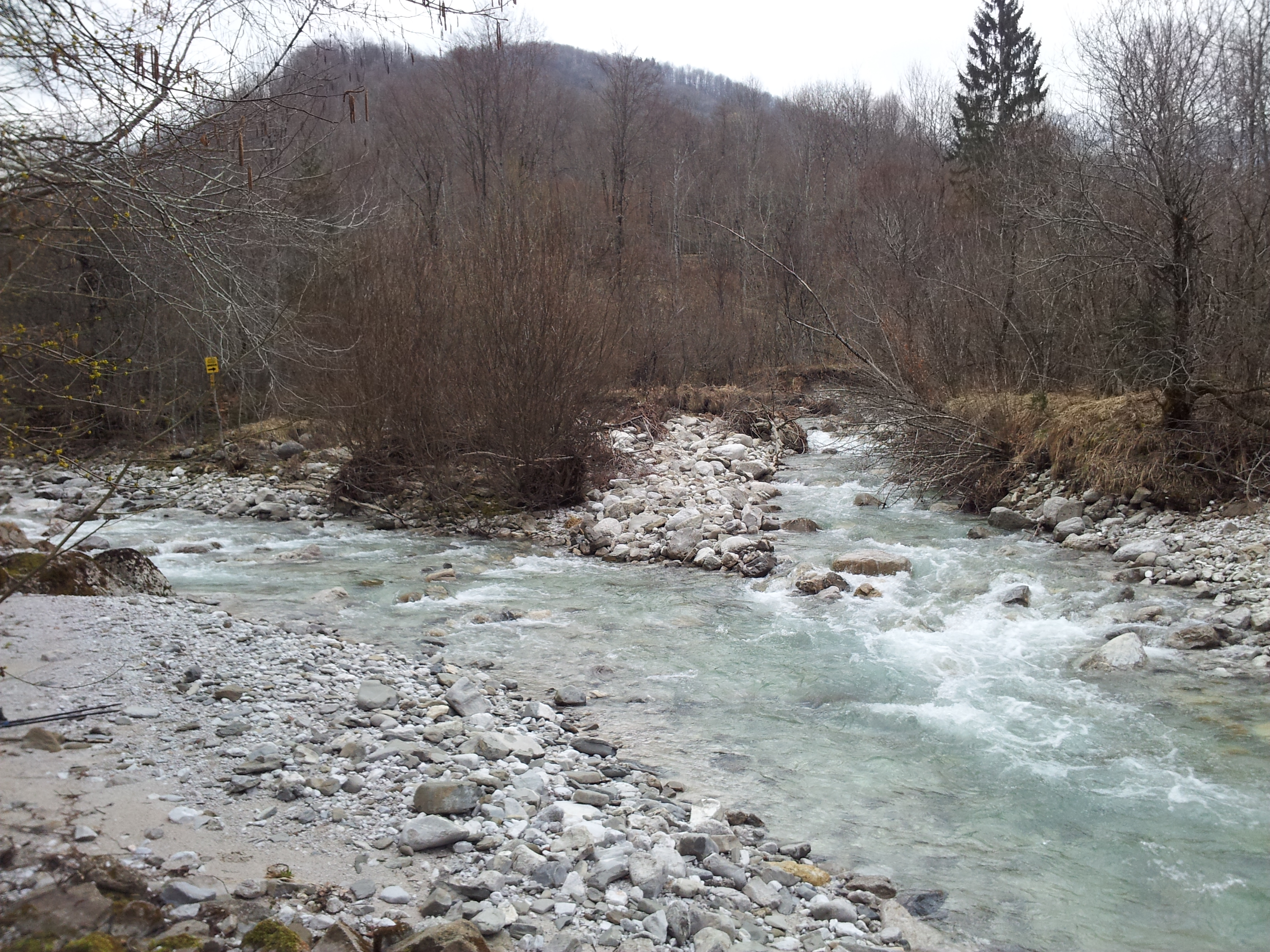
Confluenza di Rio Bianco e Rio Nero, da cui ha origine il Natisone
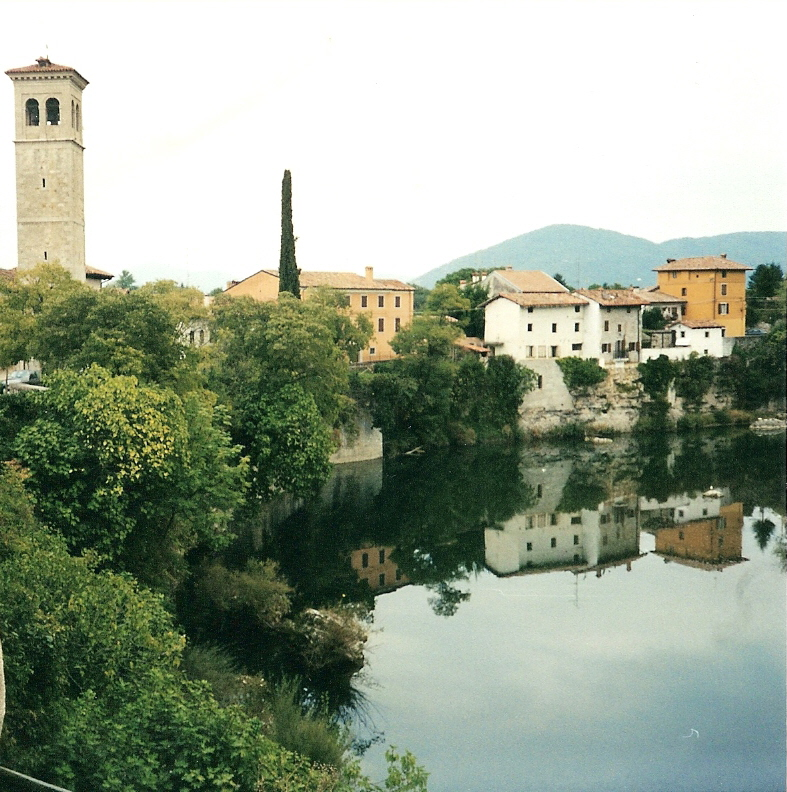
Il Natisone presso Borgo Brossana a Cividale
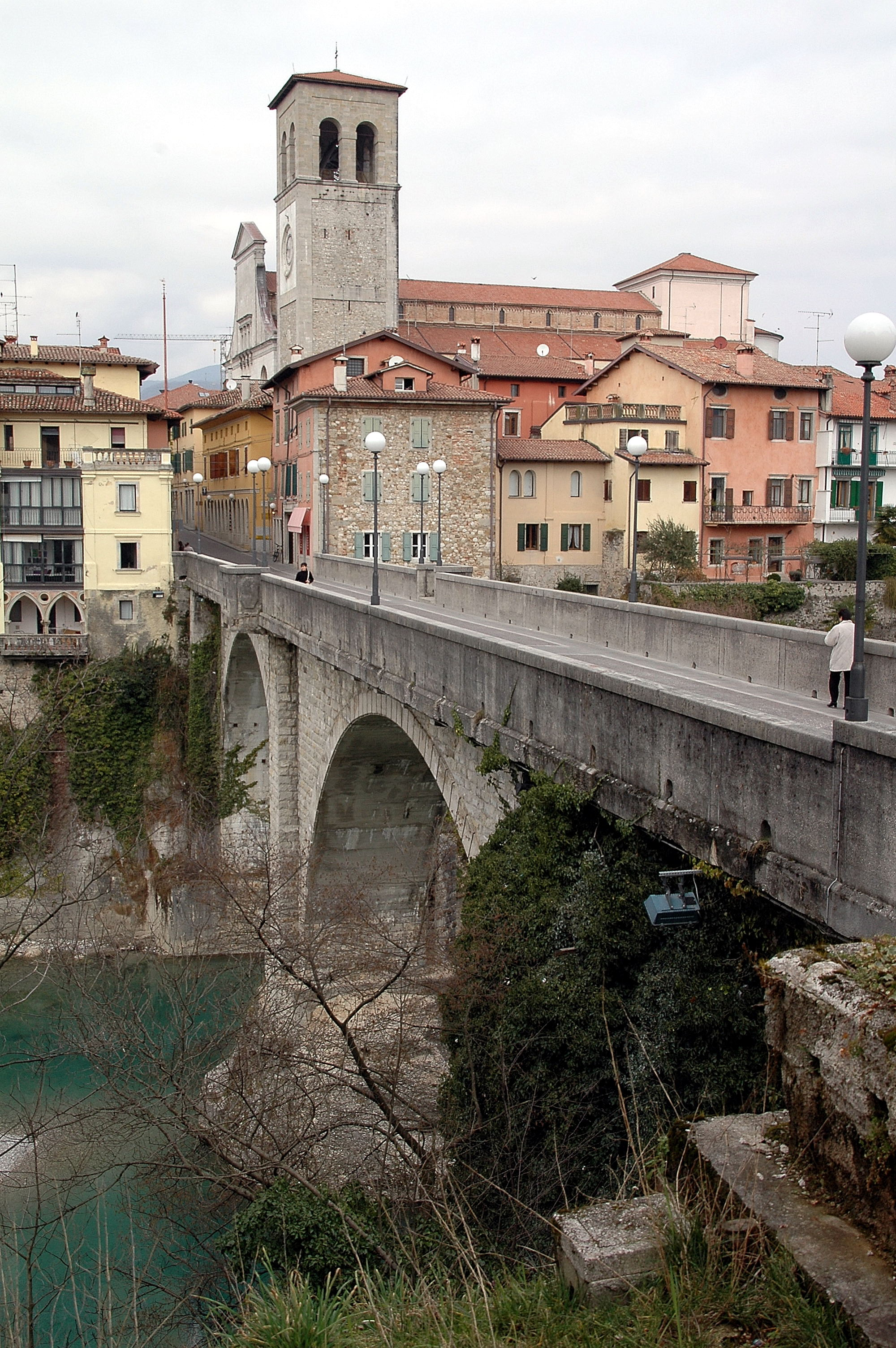
Il Natisone sotto il Ponte del Diavolo a Cividale
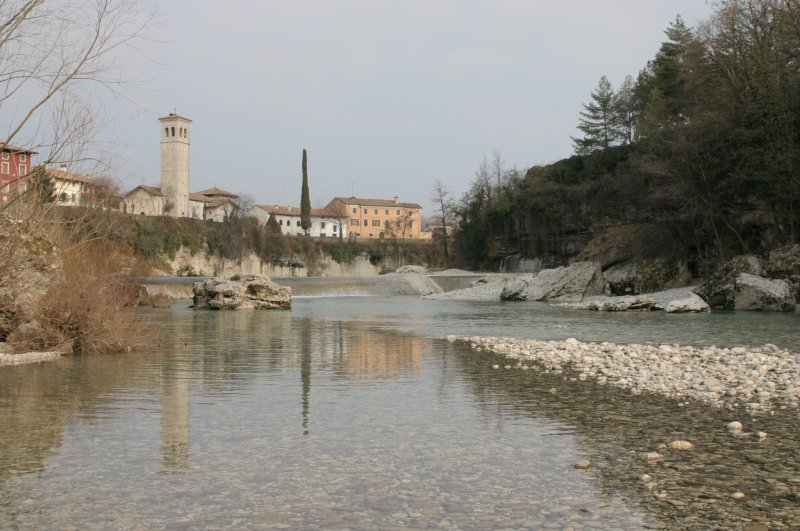
Il Natisone a Cividale
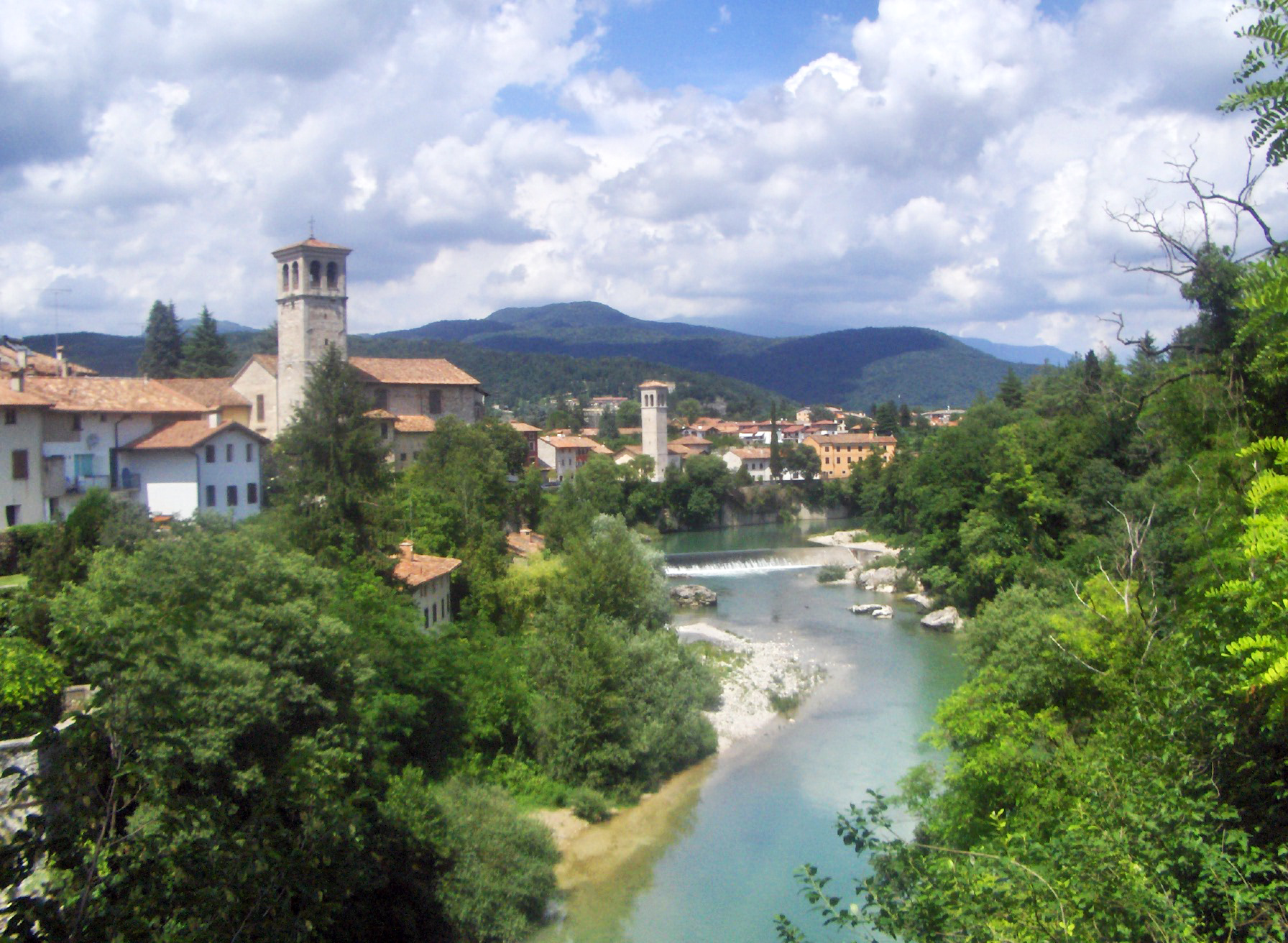
Il Natisone visto dal Ponte del Diavolo a Cividale del Friuli
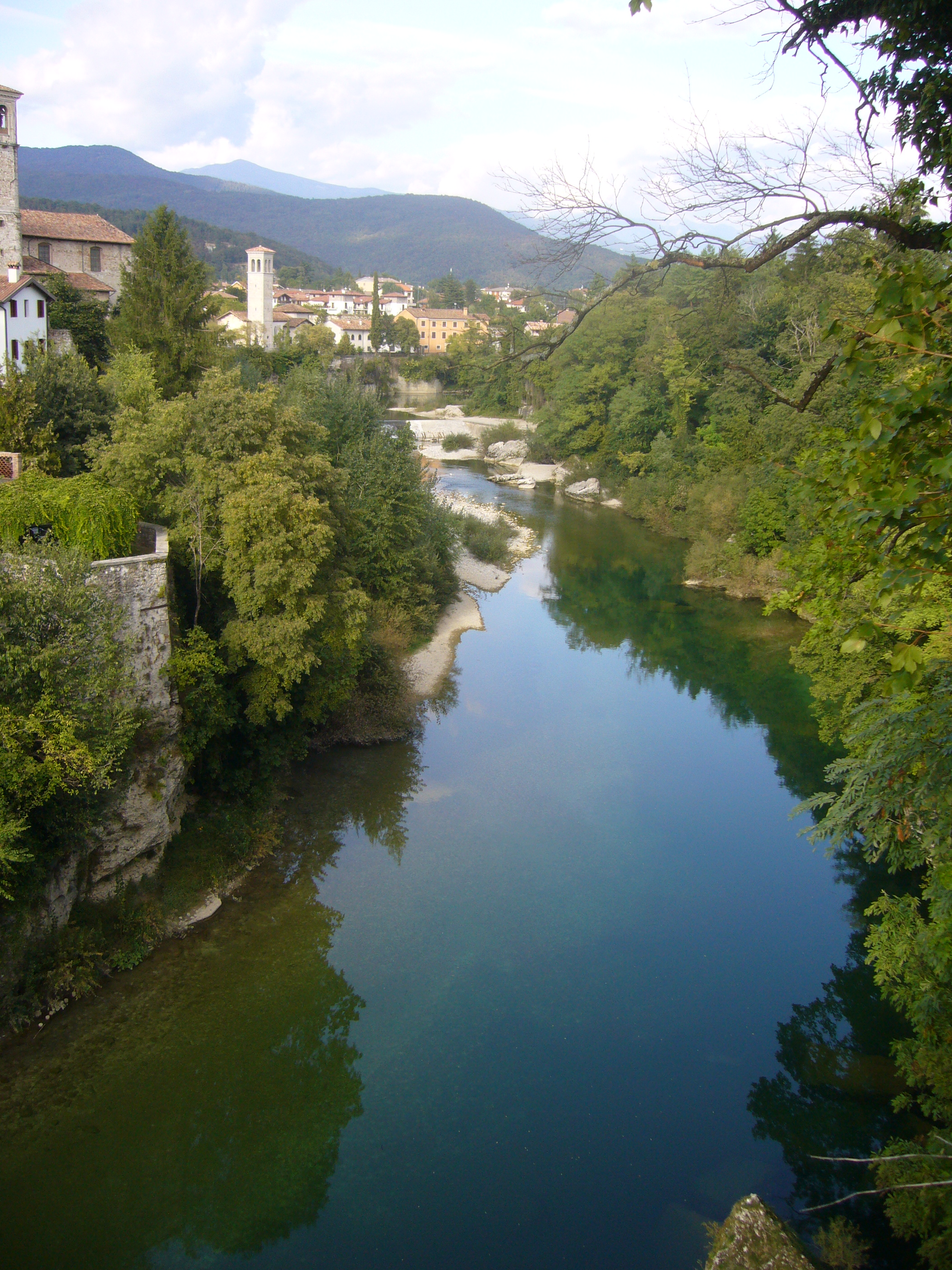
Il Natisone attraversa Cividale
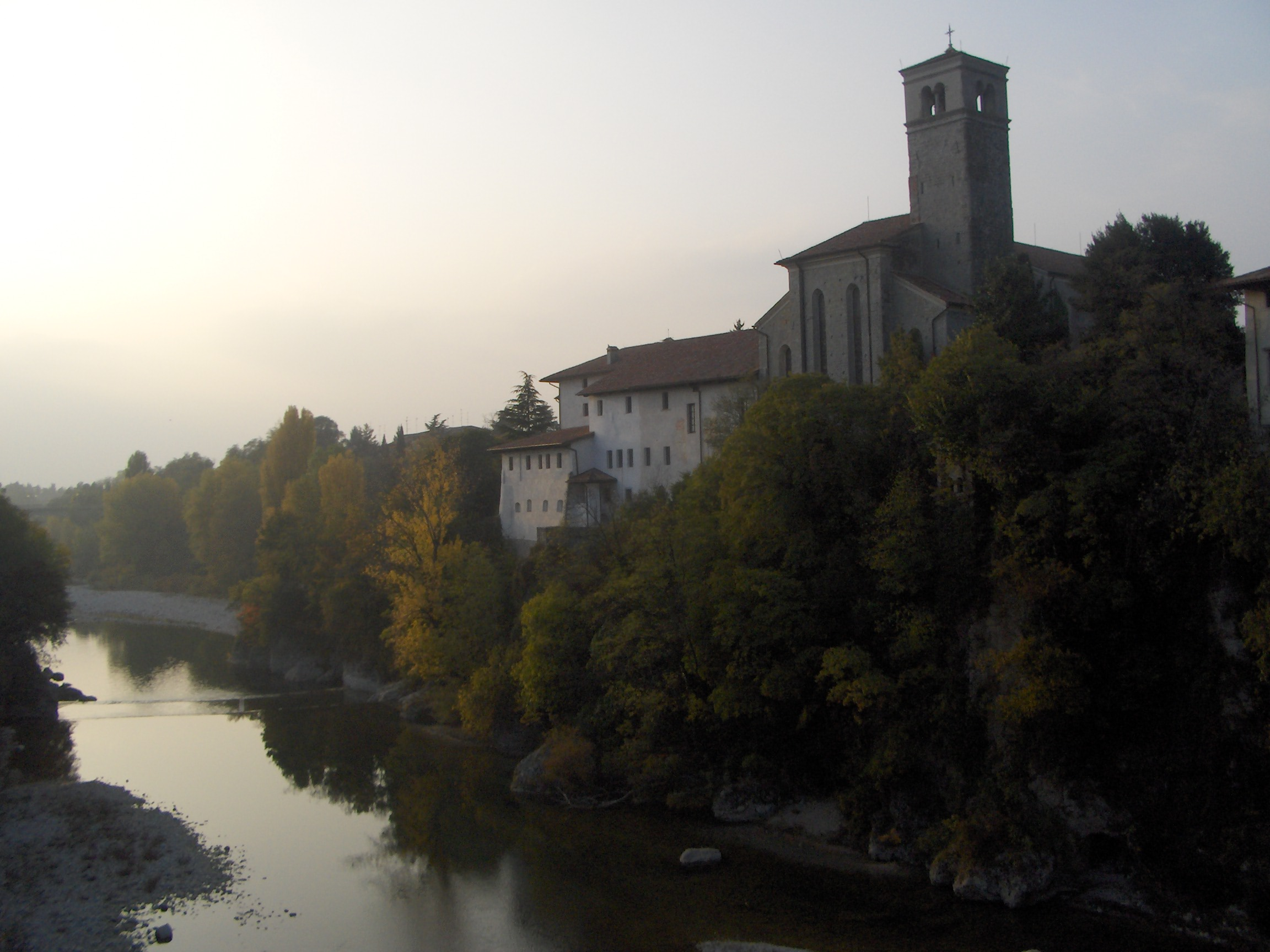
Il Natisone sotto San Francesco a Cividale
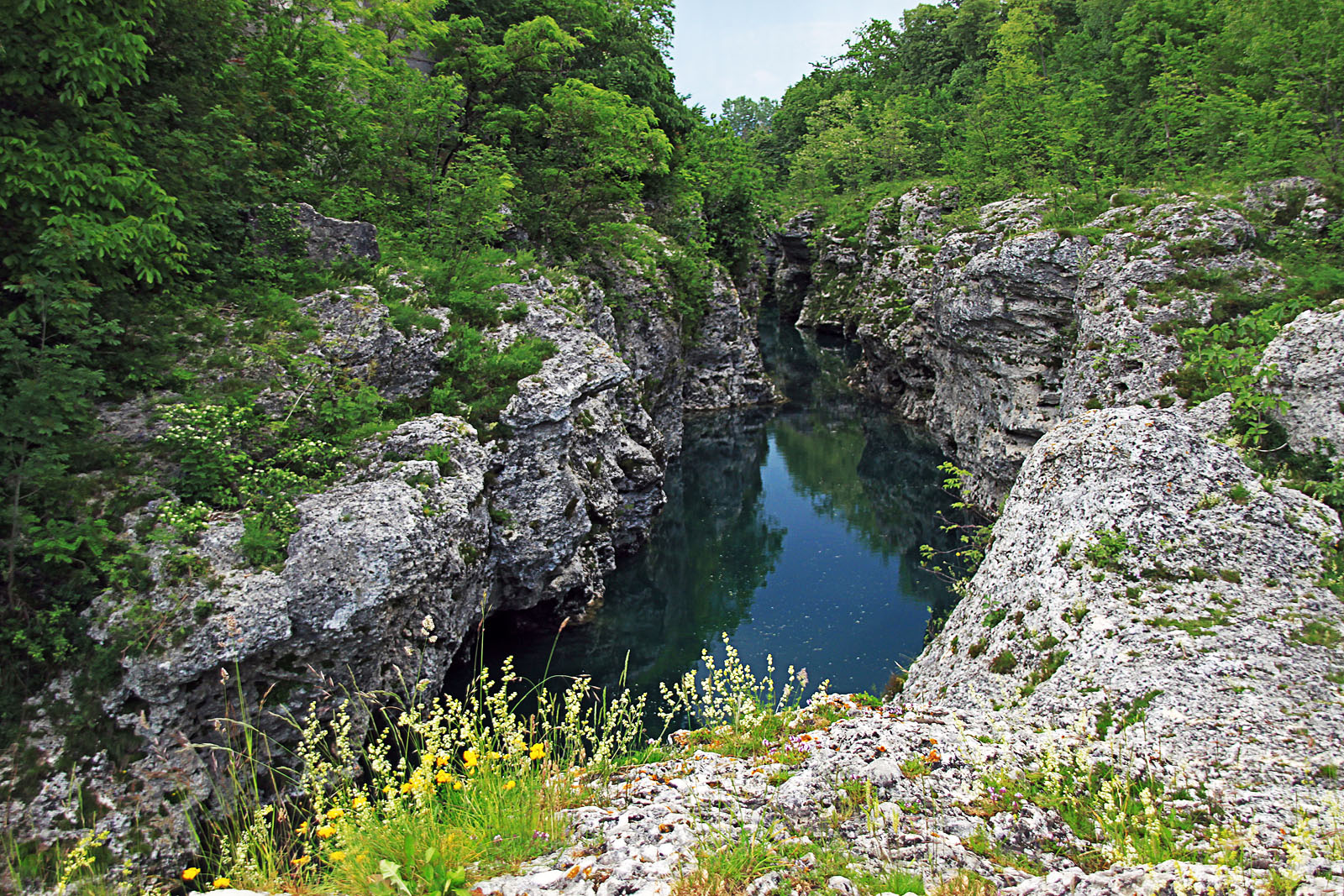
Il Natisone presso Premariacco
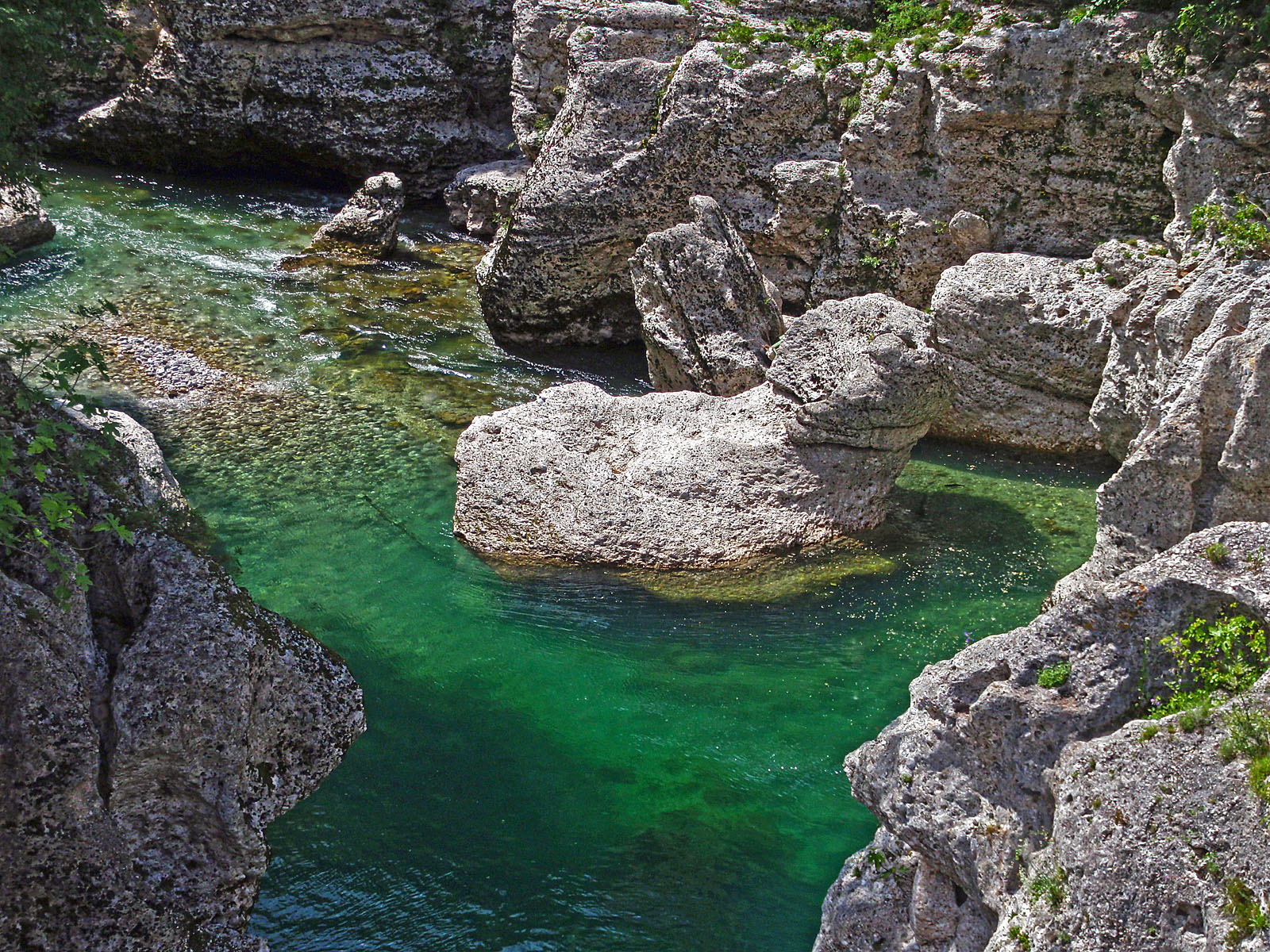
Il Natisone presso Premariacco
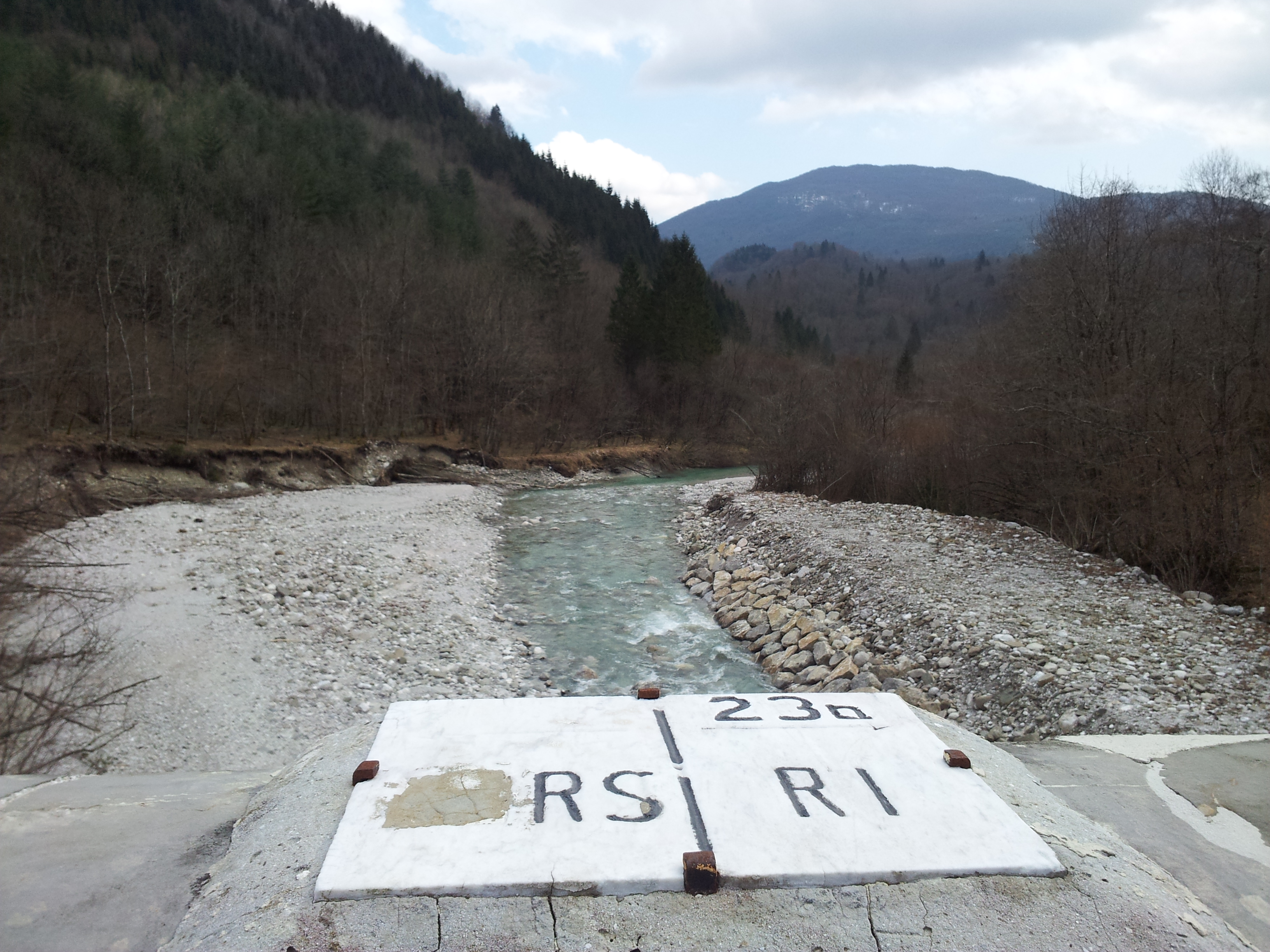
Il Ponte Vittorio sul Natisone al confine tra Italia e Slovenia sulla strada che collega Taipana a Caporetto